# (34925) 6114 P-L
6114 P-L (asteroide 34925) é um asteroide da cintura principal. Possui uma excentricidade de 0.14154920 e uma inclinação de 12.83508º.
Este asteroide foi descoberto no dia 24 de setembro de 1960 por Cornelis Johannes van Houten e Ingrid van Houten-Groeneveld e Tom Gehrels em Palomar.